# Italo Casini
Italo Francesco Niccola Casini (Soiana, 9 marzo 1892 – Londra, 16 novembre 1937) è stato un bobbista italiano.

## Biografia
Nato nel 1892 a Soiana, frazione di Terricciola, in provincia di Pisa, aveva il titolo nobiliare di Conte.
A 39 anni partecipò ai Giochi olimpici di Lake Placid 1932, sia nella gara a due sia in quella a quattro. Nella prima, insieme a Teofilo Rossi di Montelera, chiuse 6º con il tempo totale nelle 4 manche di 8'36"33, nella seconda invece, insieme allo stesso Teofilo Rossi di Montelera e ai fratelli Agostino e Gaetano Lanfranchi, terminò 5º in 8'24"21. Nell'occasione fu l'atleta più anziano della spedizione italiana alle Olimpiadi statunitensi.
Morì nel 1937, a 45 anni.